# Ceroplastes paucispinus
Ceroplastes paucispinus är en insektsart som beskrevs av De Lotto 1970. Ceroplastes paucispinus ingår i släktet Ceroplastes och familjen skålsköldlöss. Inga underarter finns listade i Catalogue of Life.